# 아리 코헨
아리 코언(Ari Cohen)은 캐나다의 배우이다.

## 출연 작품
- 프리실라 (2023)
- 그것: 두 번째 이야기 (2019)
- 그것 (2017년) - 라바이 유리스 역
- 몰리의 게임 (2017)
- 특파원 (2016년)
- 맵 투 더 스타 (2014년) - 젭 버그 역
- 위스키 비즈니스 (2012년) - 디노 역
- 스몰 타운 머더 송스 (2010년) - 워싱턴 역
- 트레이시: 파편들 (2007년) - 버코위치 역
- A Little Thing Called Murder (2006)
- 레이디스 나잇 (2005년)
- 카테고리 6 - 지구 멸망의 날 (2004년)
- 크리스마스를 구한 사나이 (2002년)
- 특명 네이비 씰 (2001년)
- 포 더 모멘트 (1993년)
- 신비의 도시 아키엔젤 (1990년)

### 텔레비전
- 수퍼내추럴 (2006)
- Saved (2006)
- 스몰빌 (2008-09)
- 슈츠 (2011)
- 로스트 걸 (2011)
- 헤이븐 (2011)
- 플래시포인트 (2011)
- 마이 베이비시터즈 어 뱀파이어 (2011-12)
- 야망의 함정 (2012)
- 머독 미스터리 (2015)
- 갱랜드 언더커버 (2015-16)
- 지정생존자 (2018)
- 아이좀비 (2019)